# Сувабэ, Дзюнъити
Дзюнъити Сувабэ (яп. 諏訪部 順一 Сувабэ Дзюнъити, род. 29 марта 1972, Токио) — японский сэйю.
Работает в компании Haikyou, охватывающей следующие сферы: работа дикторов, радиоведущих, диджеев и актёров озвучивания персонажей аниме и игр. Основные направления работы — озвучивание аниме, видеоигр, Drama CD, дублирование иностранных фильмов на японский язык. Кроме озвучивания персонажей аниме, Сувабэ также работает диктором.
С 25 марта 2009 года входит в состав сейю-юнита PHERO ☆ MEN вместе с Ториуми Косукэ. В период с 2002 по 2013 сэйю-юнит носил название «Nazo no Shin Unit ＳＴＡ☆ＭＥＮ» (謎の新ユニットＳＴＡ☆ＭＥＮ) и состоял из 7 человек: Сувабэ Дзюнъити, Ториуми Косукэ, Кисё Дайсукэ, Судзумура Кэнъити, Такахаси Хироки, Ясумура Макото, Ёсино Хироюки.
Сувабэ был номинирован на награду за «Лучшее исполнение песни» 6-й Seiyu Awards и получил награду как «Лучший актёр второго плана» на 7-й церемонии.

## Работы и роли

### Аниме
1998
- DT Eightron — Эйн

1999
- Крутой учитель Онидзука — Кодзи Фудзиёси

2001
- X — Фума Моно
- Принц тенниса — Кэйго Атобэ

2002
- Чобиты — Ёсиюки Кодзима
- Гравион — Алекс Смит

2003
- Нечто важное для мага — Масами Оямада
- E’S — Леонид
- Огни Пестрой Арены — Иэн Соп
- Gad Guard — Катана
- Стальной алхимик — Жадность
- Железный миротворец — Тосимаро Ёсида
- Гильгамеш — Трия
- На земле и на небесах — Айде

2004
- Гравион — Алекс Смит
- Tenjho Tenge — Дан Иносато
- ДиарС — Хирофуми Нонака
- Блич — Гриммджоу Джагерджак
- Мобильный воин Гандам:Судьба поколения — Стинг Оукли

2005
- Принц тенниса — Кэйго Атобэ
- Кровь Триединства — Каин Найтрод
- Военный оркестр — Мития Ногути
- Shakugan no Shana — Фриан
- Кровь+ — Ван Арджано
- Last Order: Final Fantasy VII — Цзэн
- Карин — Рэн Маркер

2006
- Fate/stay night — Арчер
- Принц тенниса — Кэйго Атобэ
- Nana — Кёсукэ
- The Story of Saiunkoku — Са Содзюн
- Обан: звёздные гонки — Рик Сандерболт
- Сумеречный разум: Рождение — Микумо
- Bakumatsu Kikansetsu Irohanihoheto — Кодзо Сирануй

2007
- Нодамэ Кантабиле — Тору Кикути
- Koutetsu Sangokushi — Коха Каннэй
- Трогательный комплекс — Куниуми Майтакэ
- Жгучий взор Сяны — Фильм — Фриан
- Принц тенниса — Кэйго Атобэ
- Зомби на доверии — Рэйитиро Сиба
- Небесные девочки — Дзин Хидзаки
- Suteki Tantei Labyrinth — Сэйран Синао
- Драгонавт: Резонанс — Гио
- Shakugan no Shana — Фриан
- Магия напрокат — Рэн Нэкоясики
- Ikoku Irokoi Romantan — Ал

2008
- Бизгеймер — Нобуто Накадзё
- Амацуки — Бонтэн
- Блассрейтер — Заргин
- Владыка Скрытого мира — Райко Симидзу
- Монохромный Фактор — Сироганэ
- Принцесса Немертвых: Красная хроника — Садахиро Мибу
- Кулак северной звезды — Рюро
- Тёмный дворецкий — Гробовщик
- Macademi Wasshoi! — Агалиарепт
- Рыцарь-Вампир — Акацуки Каин
- Ящик нечисти — Бундзо Аоки
- Switch — Масатака Хики

2009
- Принцесса Немертвых: Чёрная хроника — Садахиро Мибу
- Хромированный Региос — Саварис Корурафин Лукенс
- Уличный боец IV — Балрог
- Hanasakeru Seishounen — Цзао Мончэнь
- Седьмой Дух — Фрау
- Сердца Пандоры — Рейм Лунетт
- Принц тенниса — Кэйго Атобэ

2010
- Fate/stay night: Unlimited Blade Works — Арчер
- Сказ о четырёх с половиной татами — Дзёгасаки-сэмпай
- Ookami-san — Сиро Хицудзикай
- Тёмный дворецкий — Гробовщик
- Легенда о легендарных героях — Миран Фроаде
- Сэкирэи — Идзуми Хига
- Школа мертвецов — Такаси Комуро
- Battle Spirits: Brave — Голос за кадром
- Бакуман — Синта Фукуда
- Развилка Фортуны — Иори Сэндо
- Принцесса-медуза — Сю Коибути
- Fairy Tail — Фрид Джастин

2011
- Развилка Фортуны — Иори Сэндо
- Азбука цветов — Таро Дзиромару
- Мы — бескрылые — Хаято Нарита
- Страна чудес смертников — Тамаки Цунэнага
- Школа мертвецов — Такаси Комуро
- Uta no Prince-sama — Рэн Дзингудзи
- Carnival Phantasm — Арчер
- Battle Spirits: Heroes — Голос за кадром
- Бакуман — Синта Фукуда

2012
- Kuroko no Basuke — Дайки Аоминэ
- Тетрадь дружбы Нацумэ — Сэйдзи Матоба
- The Prince of Tennis — Кэйго Атобэ
- Акварион — Донар
- Saint Seiya — Эден
- Sakamichi no Apollon — Дзюнъити Кацураги
- Chouyaku Hyakunin Isshu: Uta Koi — Нарихира Аривара
- Zetsuen no Tempest: The Civilization Blaster — Нацумура Кусарибэ
- Бакуман — Синта Фукуда
- Ящик предложений Мэдаки — Магуро Куроками
- Очень приятно, Бог — Акура-о (Кирихито Мори)

2013
- Uta no Prince-sama — Рэн Дзингудзи
- Karneval — Уро
- Cuticle Tantei Inaba — Хироси Инаба
- Devil Survivor 2 The Animation — Ямато Хоцуин
- Brothers Conflict — Канамэ Асахина
- Uchouten Kazoku — Яитиро Симогамо
- Ginga Kikoutai Majestic Prince — Румез
- Kingdom (ТВ-2) — Чан Пин Джун
- Saikyou Ginga Ultimate Zero: Battle Spirits — Нагарэбоси но Кирига
- Zettai Karen Children (The Unlimited — Hyoubu Kyousuke) — Анди Хиномия
- Tokyo Ravens — Chihiro Mutobe
- High School DxD (New) — Люцифер Сирзекс
- Hayate the Combat Butler (ТВ-4 Hayate no Gotoku! Cuties) — Линн Региостар
- BlazBlue: Alter Memory — Релиус Кловер
- Machine-Doll wa Kizutsukanai — Круел
- Mushibugyo — Санада Юкимура
- Magi (The Labyrinth of Magic) — Джамиль
- Meganebu! — Юкиа Минабэ
- Yuusha ni Narenakatta Ore wa Shibushibu Shuushoku wo Ketsui Shimashita. — Райд Мирроринг
- Lupin III:Princess of the Breeze — Kakusareta Kuuchuu Toshi — Бернард
- One Piece — Верго
- Recorder to Randoseru Mi☆ — Йосиока

2014
- Fate/stay night: Unlimited Blade Works — Арчер
- Akatsuki no Yona — Джиха
- Yowamushi Pedal (Grande Road) — Тодзи Кандзаки
- Barakamon — Такао Кавафудзи
- Space Dandy — Денди
- Mahouka Koukou no Rettousei — Кацуто Дзюмондзи
- Wizard Barristers: Benmashi Cecil — Киба Самэока
- Space Dandy (ТВ-2) — Денди
- Amagi Brilliant Park — Такая Курису
- Pri Para — Akai Meganii
- Тёмный дворецкий (Книга цирка) — Гробовщик
- Загадка дьявола — Эйсукэ Инукай

2015
- Kuroko no Basuke (ТВ-3) — Дайки Аоминэ
- Yuri Kuma Arashi — Лайф Секси
- Очень приятно, Бог (ТВ-2) — Кровавый король, Акура-о (Кирихито Мори)
- Gangsta — Worick Arcangelo
- High School Star Musical — Отори Тацуки
- Uta no Prince-sama (Maji Love Revolutions) — Рэн Дзингудзи
- Gundam: G no Reconguista — Розенталь Кобаси
- Battle Spirits: Burning Soul — Дайрокутэн Мао
- Gate: Jieitai Kanochi nite, Kaku Tatakeri — Ёдзи Итами
- JoJo’s Bizarre Adventure: Stardust Crusaders — Теренс Д’Арби
- Gunslinger Stratos — Рикардо Мартини
- New Initial D the Movie: Legend 2: Racer — Такеси Накадзато
- Food Wars: Shokugeki no Soma — Акира Хаяма
- Sosei no Aquarion Love — Донар Дантэс
- World Trigger — Ниномия Масатака
- Young Black Jack — доктор Кирико
- Hokuto no Ken Ichigo Aji — Шуу/Токи
- High School DxD Born — Lucifer Cirzechs
- Gatchaman Crowds — Торияма Миллио

2016
- Prince of Stride: Alternative — Кэсукэ Куга
- Gate: Jieitai Kanochi nite, Kaku Tatakeri (ТВ-2) — Ёдзи Итами
- Моя геройская академия — Сёта Айдзава
- Sousei no Onmyouji — Сэйгэн Амавака
- Kiznaiver — Кадзунао Ямада
- Shokugeki no Souma: Ni no Sara — Акира Хаяма
- Servamp — Конец Света
- Pandora in the Crimson Shell — Ghost Urn
- Mahou Shoujo Nante Mou Ii desu kara — отец Юдзуки
- Ushio to Tora — Синно
- Danganronpa 3: The End of Hope’s Peak Academy — Side: Future — Дзюдзо Сакакура
- Shuumatsu no Izetta — Беркман
- Uta no Prince-sama: Maji Love Legend Star — Рэн Дзингудзи
- Natsume Yuujinchou Go — Сэйдзи Матоба
- Проза бродячих псов — Сакуноскэ Ода
- Yuri!!! on Ice — Виктор Никифоров

2017
- Fate/Apocrypha — Зигфрид
- Fate/stay night: Heaven’s Feel (Part I. Presage Flower) — Арчер
- "Чёрный клевер" — Ями Сукехиро
- Interviews with Monster Girls — Тэцуо Такахаси

2018
- JoJo’s Bizarre Adventure: Golden Wind — Леоне Абаккьо

2019
- Fate/stay night: Heaven’s Feel (Part II. Lost Butterfly) — Арчер
- The Helpful Fox Senko-san — Курото Накано
- Carole & Tuesday — Кайл
- No Guns Life — Дзюдзо Инуи
- Kabukichou Sherlock — Миссис Хадсон
- «Истребитель демонов» — Кёгай

2020
- Jujutsu Kaisen — Рёмэн Сукуна
- Bungo and Alchemist — Рюноскэ Акутагава

### Видеоигры
- 12 Riven the climinal of integral — Тэмати, Синкуро
- Alchemy Stars — Taki
- Animamundi — Френсис Дешвуд
- Ar tonelico II — Честер Лу Виноа
- Assassin’s Creed: Brotherhood — Чезаре Борджия
- BlazBlue: Continuum Shift — Релиус Кловер
- Bleach: Heat the Soul — Гриммджоу Джагерджак
- Crisis Core: Final Fantasy VII — Ценг
- Deus Ex: Human Revolution (японская версия) — Френсис «Френк» Притчард
- Duel Love — Марко
- Enchanted Arms — Макото
- Fate/Extella: The Umbral Star — Арчер
- Fate/Extra — Арчер
- Fate/Extra CCC — Арчер
- Fate/hollow ataraxia — Арчер
- Fate/stay night — Арчер
- Fate/unlimited codes — Арчер
- Fate/Grand Order — Зигфрид, Эмия
- Final Fantasy VII : Crisis Core/Final Fantasy X/Final Fantasy X-2 — Tseng, Seymour Guado, Jassu, Zanar, Hypello
- Guilty Gear XX Accent Core — Веном
- Infinite Undiscovery — Леонид
- Kara No Shoujo 2 — Токисака Рейдзи
- Mega Man Zero 3 — Омега
- Mega Man ZX — Омега
- Naruto Shippuden: Ultimate Ninja Storm 2 — Сэймэй
- Persona 3 Portable — Теодор
- StarrySky StarrySky~in Winter~ — Оосиро Сироганэ
- Street Fighter IV — Вега *Barlog in Japanese version
- S.Y.K ~Shinsetsu Saiyuki ~ — Гокку
- S.Y.K ~Renshouden~ — Гокку
- Tears of Themis — Artem Wing
- Tekken 6 — Ларс Александерсон
- Tokimeki Memorial Girl’s Side: 3rd Story — Коити Сарукаи
- Zettai Meikyuu Grimm — Prince of Thorns

### Дискография в рамках проекта PHERO ☆ MEN

#### Синглы
| № | Дата выхода | Название                            | Номер по каталогу                                                              | Рейтинг Oricon Сhart |
| - | ----------- | ----------------------------------- | ------------------------------------------------------------------------------ | -------------------- |
| 1 | 25.03.2009  | Kinki no Bora ~Aphrodisiac~         | COCA-16235                                                                     | 16                   |
| 2 | 24.03.2010  | Iroha Uta                           | COZA-433/4（First Press Limited Edition） COCA-16353（Normal Edition）         | 9                    |
| 3 | 29.06.2011  | MIDNIGHT☆BUTTERFLY/Zetsuai Paranoia | COZA-507/8（Complete production limited edition） COCA-16459（Normal Edition） | 11                   |
| 4 | 02.10.2013  | IMMORAL WEDDING/Silent Carnival     | COCA-16766（First Press Limited Edition） COZA-800-1（Normal Edition）         | 9                    |
| 5 | 01.10.2014  | Dakiyosete TONIGHT                  | COCZ-1126（First Press Limited Edition） COZA-968-9（Normal Edition）          | 6                    |
| 6 | 29.11.2017  | Opera                               | COCA-17378 (A-Type) COCA-17379 (B-Type)                                        | 11                   |

#### Альбомы
| № | Дата выхода | Название     | Номер по каталогу                                                                        | Рейтинг Oricon Сhart |
| - | ----------- | ------------ | ---------------------------------------------------------------------------------------- | -------------------- |
| 1 | 30.03.2016  | MAGIC MIRROR | COZP-1138～39【First Press Limited Edition (CD + DVD)】COCP-39480【Normal Edition (CD)】 | 8                    |

## Достижения
- 2012 — Награда «Лучшее исполнение песни» (в составе сейю-юнита ST☆RISH за песню «Uta no Prince-sama — Maji Love 1000 %») на церемонии Seiyu Awards.
- 2013 — Награда «Лучший актёр второго плана» на церемонии Seiyu Awards.
- 2015 — По результатам опроса на портале The Hand That Feeds занял 10-е место в рейтинге «ТОП-15 Поющих Сэйю 2015».[7]
- 2015 — По результатам опроса на портале Charapedia занял 18-е место в рейтинге «ТОП-30 Популярных Сэйю 2015»[8]
- 2015 — Занял 5-е место в рейтинге «Лучший актёр-сэйю» в «Newtype Anime Awards 2014—2015».[9]
- 2016 — Награда «Лучший мужской персонаж (Виктор Никифоров — Yuri on Ice)» на Anime Grand Prix 2016.
- 2017 — Занял 14-е (из 200 заявленных) место по результатам опроса на TV Asahi в передаче «200 popular voice actors seriously chose! Voice actor general election! 3 hours SP» (Виктор Никифоров — Yuri on Ice)[10].
- 2017 — Занял 1-е место в рейтинге Twitter Japan «Самые популярные аккаунты 2017 года: голосовые актеры озвучивания»[11].
- 2017 — Получил награду «Yahoo! Search Grand Prize» от Yahoo! Japan в категории Актеры озвучивания[12]
- 2018 — Награда «Лучший актёр второго плана» на церемонии Seiyu Awards.
- 2019 — Награда за «Лучшую индивидуальную работу» на церемонии Seiyu Awards[13]